# Toki (miasto)
Toki (jap. 土岐市 Toki-shi) – miasto w prefekturze Gifu, na wyspie Honsiu (Honshū), w Japonii.

## Położenie
Miasto Toki jest położone w południowo-wschodniej części prefektury Gifu. Graniczy z miastami: Mizunami, Tajimi, Kani, Seto, Toyota, Mitake. Znajduje się w odległości 40 km od miasta Nagoja. Przez miasto przebiega autostrada Chūō.

## Historia
Dzięki obfitości wysokiej jakości gliny region ten od ponad 1400 lat wytwarza i rozwija produkcję wyrobów ceramicznych wysokiej jakości. Od okresu Azuchi-Momoyama (1573–1603) do wczesnego okresu Edo (1603–1868) produkowano światowej klasy naczynia do herbaty. Od XVII wieku głównym celem stała się produkcja zastaw stołowych codziennego użytku, a po okresie Meiji (1868–1912) rozwinęła się masowa produkcja, tworząc podwaliny przemysłu ceramicznego, który jest dziś głównym przemysłem miasta.
Wraz z otwarciem linii kolejowej w 1902 r. oraz ulepszaniem dróg, pogłębiła się współpraca z Nagoją, głównym miastem regionu Chūbu.